# Linolénsav
A linolénsav vagy pontosabban alfa-linolénsav egy többszörösen telítetlen karbonsav, zsírsav. Három kettős kötést tartalmaz, mindhárom cisz helyzetű. Az omega-3 zsírsavak közé tartozik.
Színtelen, olajszerű folyadék. Vízben gyakorlatilag oldhatatlan, de etanolban, dietil-éterben és sok más szerves oldószerben oldódik. A természetben az úgynevezett száradó olajokban, például a lenolajban található meg. Innen a neve is: Linum a len latin neve, oleum olaj.
Az emberi és az állati szervezet nem tudja felépíteni, szintetizálni.

## Kémiai tulajdonságai
A levegőn oxidálódik. Az oxidáció mellett polimerizálódik is, gyantává alakul.

## Előfordulása a természetben
A linolénsav a természetben glicerinnel alkotott észterek, gliceridek alakjában található meg. Előfordul a lenolajban, a mákolajban, a kender és a gyapot olajának is alkotórésze. A lenolajban kötötten található karbonsavak 36-46%-át teszi ki. Az emberi szervezetben is megtalálható, mint glicerinészter.

## Előállítása
A gliceridek lúgos hidrolízisével (elszappanosításával) állítható elő. Ekkor egy zsírsavakból álló keverék keletkezik, ebből a keverékből nyerik ki.

## Felhasználása
Glicerinésztereit (a száradó olajokat) lakkok és olajfestékek készítéséhez alkalmazzák.